# Mundo urbano
El Mundo urbano (都市世界?  ciudades del mundo), más conocido como Kawakamiverse, es un universo de ficción creado por Kawakami Minoru (川上 稔?) en su serie de novelas ligeras, que abarcan seis eras o etapas en total.

## Descripción
Las ciudades y el mundo son: FORTH, AHEAD, EDGE, GENESIS, OBSTACLE y CITY, estas describen un futuro en el que el mundo entero está al borde del apocalipsis. La mayoría de las novelas escritas por el autor, forman parte de este universo.

## Orígenes del mundo
La primera serie de novelas que escribió Kawakami fue la de City Series ("ciudad del mundo"), que se convirtió en la base del Kawakamiverse, FORTH, AHEAD, EDGE y GENESIS son épocas que hablan del presente de su universo. Estas colectivamente se les denomina mundo subyacente, ya que desarrollan el mundo básico de manera sucesiva. Las tres eras antes del GENESIS son denominadas la Era antes de la Tierra (前地球時代 Zen Chikyū Jidai?). El último mundo desarrollado en presente es la GENESIS Series, ya que la serie culminará con el apocalipsis, dando paso al mundo post-apocalíptico, OBSTACLE Series. Está última es el punto de partida hacia la destrucción del mundo, es decir, la historia ha de recrearse nuevamente en el futuro, ha todas estas historias se les conoce como mundo urbano, basado en la City Series.

### FORTH (Fire Series)
En esta época la paz duró poco. La tecnología es conocida como antigua tecnología, donde se daría inicio al rumbo que toma la historia en las siguientes etapas. El origen de dicha tecnología es un misterio, pero se señala que la primera fase de Owari no Chronicle revela o deriva ciertos indicios sobre su origen.
Obras
1. Rey de Fuego (連射王?)

### AHEAD (era de progreso)
En el mundo básicamente no ocurren mayores cambios, hasta que la tecnología hace su aparición, comenzando a transformarse debido a la innovación de esta última. La investigación y posterior desarrollo de "máquinas humanoides" basadas en el cuerpo humano, demuestran el gran avance de la tecnología. 
Obras
1. Tsubasa
2. Owari no Chronicle (終わりのクロニクル?)

### EDGE (era de grandes avances)
Época en la que la tecnología, constantemente fue evolucionando y generando cambios en el mundo. Probablemente el avance más destacable, es cuando la humanidad fue capaz de viajar al espacio. Se dice que de acuerdo con algún sistema de estrellas, la causa de ello, es la guerra civil, pero se desconoce el detalle. Además en este periodo, un nuevo combustible llamado "fluido" que fue descubierto a finales de AHEAD Series fue puesto en uso práctico.

### GENESIS (era de grandes infraestructuras)
En esta época la humanidad regresa a la tierra. La mayoría de la tecnología antigua ua no está disponible, y la tecnología más reciente rige en el mundo. La guerra finalmente se convirtió en una oportunidad para terminar la era EDGE y no repetir la historia que provocará el apocalipsis, acando con el mundo entero.
Obras
1. Kyōkai Senjō no Horizon (境界線上のホライゾン Kyōkaisen-jō no Horaizon?)[3]

### OBSTACLE (era de una gran barrera)
Época basada en los diversos elementos fundamentales del mundo que dieron lugar a este mundo, los cuales cada que colpasaba, estos lo reconstruyeron infinidad de veces. La historia del mundo se basa en la fundación de cada uno de los mundos.
Obras
1. OBSTACLE OVERTURE
2. Gekitotsu no Hexennacht (激突のヘクセンナハト?)[4]

### CITY (era de las ciudades)
Época en la que se pone en práctica la tecnología proveniente de OBSTACLE. Actualmente en la historia no hay protección a nivel mundial de las características que construyeron y constituyen el mundo, en donde la destrucción es auto-responsabilidad de seres que provienen de los alrededores para vengarse. Al igual que en las otras era, la situación está conllevando a la destrucción del mundo, aunque de alguna manera la destrucción se evita debido al poder de los residentes (a menudo aparecen principalmente un dúo de hombres y mujeres, que se unen para someter a un dragón) que por la fuerza evitan de alguna manera la destrucción del mundo.
Obras
1. CITY series (都市シリーズ?)[5]